# Páros szabad program szinkronúszás a 2011-es úszó-világbajnokságon
A 2011-es úszó-világbajnokságon a szinkronúszáson belül a páros szabad programot július 19-én és 22-én rendezték meg. Előbb a selejtezőket utána a döntőt.

## Érmesek
| Arany                                                                              | Ezüst                                  | Bronz                                            |
| Oroszország · Natalja Iscsenko · Szvetlana Romasina · Alekszandra Zueva (tartalék) | Kína · Jiang Tingting · Jiang Wenwen · | Spanyolország · Ona Carbonell · Andrea Fuentes · |

## Eredmény
| Helyezés  | Versenyzők                                    | Nemzetiség | Selejtező | Selejtező | Döntő  | Döntő    |
| Helyezés  | Versenyzők                                    | Nemzetiség | Pont      | helyezés  | Pont   | Helyezés |
| --------- | --------------------------------------------- | ---------- | --------- | --------- | ------ | -------- |
| Aranyérem | Natalja Iscsenko Szvetlana Romasina           | RUS        | 98.490    | 1         | 98.410 | 1        |
| Ezüstérem | Jiang Tingting Jiang Wenwen                   | CHN        | 96.770    | 2         | 96.810 | 2        |
| Bronzérem | Ona Carbonell Andrea Fuentes                  | ESP        | 96.020    | 3         | 96.500 | 3        |
| 4         | Elise Marcotte Marie-Pier Boudreau Gagnon     | CAN        | 94.100    | 4         | 94.950 | 4        |
| 5         | Yukiko Inui Chisa Kobayashi                   | JPN        | 92.720    | 5         | 92.710 | 5        |
| 6         | Daria Iushko Kseniya Sydorenko                | UKR        | 92.100    | 6         | 91.580 | 6        |
| 7         | Giulia Lapi Mariangela Perrupato              | ITA        | 90.860    | 7         | 89.800 | 7        |
| 8         | Olivia Allison Jenna Randall                  | GBR        | 88.520    | 9         | 88.460 | 8        |
| 9         | Sara Labrousse Maite Mejean                   | FRA        | 88.740    | 8         | 88.100 | 9        |
| 10        | Evangelia Platanioti Despoina Solomou         | GRE        | 87.800    | 11        | 86.950 | 10       |
| 11        | Mary Killman Lyssa Wallace                    | USA        | 87.970    | 10        | 86.190 | 11       |
| 12        | Nayara Figueira Lara Teixeira                 | BRA        | 86.520    | 12        | 85.770 | 12       |
| 13        | Soňa Bernardová Alžběta Dufková               | CZE        | 86.480    | 13        |        |          |
| 14        | Jang Hyang-Mi Wang Ok-Gyong                   | PRK        | 86.450    | 14        |        |          |
| 15        | Park Hyun-Ha Park Hyun-Sun                    | KOR        | 85.600    | 15        |        |          |
| 16        | Elisabeth Sneeuw Nicolien Wellen              | NED        | 85.570    | 16        |        |          |
| 17        | Anna Kulkina Aigerim Zhexembinova             | KAZ        | 85.490    | 17        |        |          |
| 18        | Anastasia Gloushkov Inna Yoffe                | ISR        | 84.840    | 18        |        |          |
| 19        | Pamela Fischer Anja Nyffeler                  | SUI        | 83.060    | 19        |        |          |
| 20        | Nadine Brandl Livia Lang                      | AUT        | 82.680    | 20        |        |          |
| 21        | Evelyn Guajardo Isabel Delgado                | MEX        | 82.130    | 21        |        |          |
| 22        | Etel Sanchez Sofia Sanchez                    | ARG        | 80.110    | 22        |        |          |
| 23        | Nastassia Mekhanikava Darya Navaselskaya      | BLR        | 79.950    | 23        |        |          |
| 24        | Czékus Eszter Kiss Szofi                      | HUN        | 79.690    | 24        |        |          |
| 25        | Monica Arango Jennifer Cerquera               | COL        | 77.900    | 25        |        |          |
| 26        | Eloise Amberger Sarah Bombell                 | AUS        | 76.690    | 26        |        |          |
| 27        | Wiebke Jeske Edith Zeppenfeld                 | GER        | 76.680    | 27        |        |          |
| 28        | Iglika Goleminova Kalina Yordanova            | BUL        | 76.650    | 28        |        |          |
| 29        | Dasa Baloghova Jana Labathova                 | SVK        | 76.240    | 29        |        |          |
| 30        | Dalia Mohamed Elgebaly Reem Wail Abdalazem    | EGY        | 76.040    | 30        |        |          |
| 31        | Anastasiya Ruzmetova Anastasiya Zdraykovskaya | UZB        | 75.060    | 31        |        |          |
| 32        | Cristina Nicolini Elena Tini                  | SMR        | 73.640    | 32        |        |          |
| 33        | Katrina Ann Hui Chuen Png                     | MAS        | 73.490    | 33        |        |          |
| 34        | Caitlin Anderson Kirstin Anderson             | NZL        | 72.630    | 34        |        |          |
| 35        | Rosamaria Avila Fredmary Zambrano             | VEN        | 70.550    | 35        |        |          |
| 36        | Lianne Caraballo Arianne Rodriguez            | CUB        | 70.330    | 36        |        |          |
| 37        | Lacin Akcal Melis Oner                        | TUR        | 69.420    | 37        |        |          |
| 38        | Stephanie Chen Hui Yu Yap                     | SIN        | 68.790    | 38        |        |          |
| 39        | Arthittaya Kittithanatphum Nantaya Polsen     | THA        | 66.560    | 39        |        |          |
| 40        | Kou Chin Lo Wai Lam                           | MAC        | 65.910    | 40        |        |          |
| 41        | Sabihisma Arsyi Tri Eka Sandiri               | INA        | 65.000    | 41        |        |          |
| 42        | Emma Manners-Wood Laura Strugnell             | RSA        | 63.900    | 42        |        |          |
| 43        | Nadezhda Gomez Violeta Mitinian               | CRC        | 63.750    | 43        |        |          |